# Liste der Mitglieder des Gothaer Landtags (1904–1908)
Diese Liste nennt die Mitglieder des Gothaer Landtags in seiner Wahlperiode 1904–1908.
| Wahlbezirk | Name                | Stand                                                                      | Ort             | Anmerkung     |
| ---------- | ------------------- | -------------------------------------------------------------------------- | --------------- | ------------- |
| I          | Hermann Tillig      | Hauptkassierer                                                             | Gotha           |               |
| II         | Gottfried Moßler    | Senator                                                                    | Gotha           | Schriftführer |
| III        | Otto Liebetrau      | Oberbürgermeister                                                          | Gotha           | Präsident     |
| IV         | Alexander Stichling | Bankdirektor                                                               | Gotha           |               |
| V          | Rudolf Rötter       | Bürgermeister                                                              | Ohrdruff        |               |
| VI         | Wilhelm Denner      | Materialwarenhändler                                                       | Waltershausen   |               |
| VII        | Karl Grübel         | Kommerzienrat                                                              | Gotha           |               |
| VIII       | Hermann Frenzel     | Schultheiß                                                                 | Gamstädt        |               |
| IX         | Heinrich Wolf       | Materialwarenhändler                                                       | Dietharz        |               |
| X          | Josef Joos          | Redakteur                                                                  | Gotha           |               |
| XI         | Wilhelm Bock        | Kaufmann                                                                   | Gotha           |               |
| XII        | Paul Willweber      | Lehrer                                                                     | Friedrichroda   |               |
| XIII       | Johann Seehofer     | Schuhmacher                                                                | Ruhla           |               |
| XIV        | Richard Leutheußer  | Landrat                                                                    | Waltershausen   |               |
| XV         | Dr. Wilhelm Stoll   | Amtsrichter                                                                | Friedrichswerth |               |
| XVI        | Otto Schäfer        | Landwirt                                                                   | Eckardsleben    |               |
| XVII       | August Görlach      | Landwirt                                                                   | Wolschleben     |               |
| XVIII      | Dr. Botho Dietzsch  | Geheimer Regierungsrat, Generaldirektor der Gothaer Feuerversicherungsbank | Gotha           | Vizepräsident |
| XIX        | Adolf Herzer        | Schultheiß                                                                 | Bischleben      |               |

Der ständige Ausschuss wurde aus Liebetrau, Moßler, Denner, Grübel und  Görlach gebildet.